# Spedizione di Raleigh a El Dorado
La spedizione di Raleigh a El Dorado, nota anche come primo viaggio di Raleigh in Guiana, fu una spedizione militare ed esplorativa inglese guidata da Sir Walter Raleigh che ebbe luogo durante la guerra anglo-spagnola nel 1595. La spedizione partì nel febbraio del medesimo anno per esplorare le coste del fiume Orinoco a nordest del Sud America nel tentativo di trovare la famosa città di El Dorado.
Raleigh dapprima catturò l'insediamento spagnolo di San José de Oruña nella colonia di Trinidad, assieme al suo governatore Antonio de Berrío che si trovava in città. Dopo aver discusso con De Berrío, Raleigh occupò il posto e lo utilizzò come base per le esplorazioni nell'area. Malgrado la presenza di una forza spagnola, Raleigh riuscì a navigare senza problemi nel fiume e nelle sue insenature, penetrando per 400 km nelle alture della Guiana.
Gli inglesi non trovarono mai né l'oro né la città di cui tante leggende parlavano, e quindi Raleigh decise di fare ritorno in Inghilterra, esagerando poi i resoconti della sua spedizione. La spedizione, ad ogni modo, servì per cementare le alleanze coi nativi della regione, il che ebbe un notevole impatto sulla colonizzazione futura dell'area.

## Antefatto

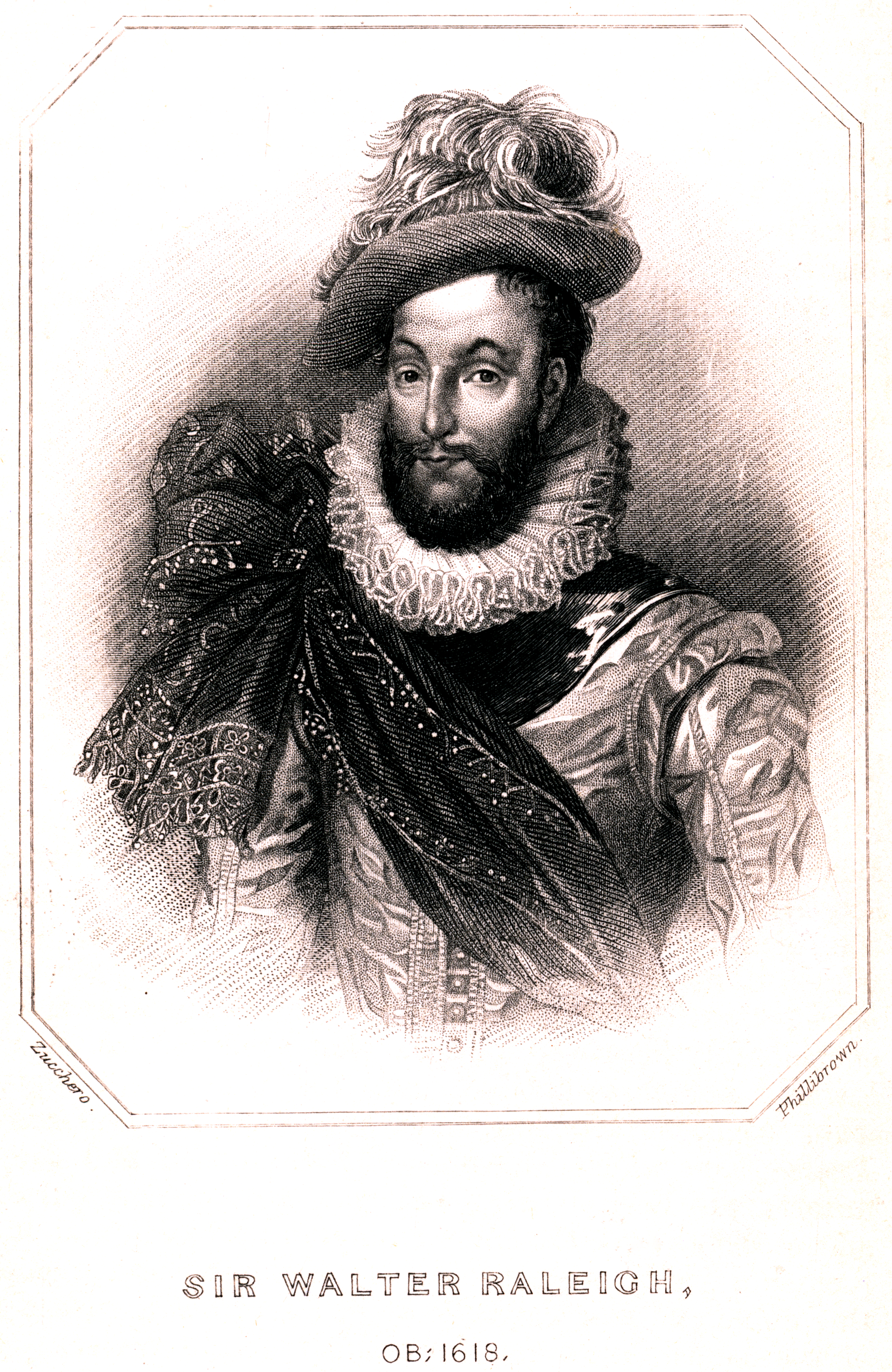
Sir Walter Raleigh

Con l'Inghilterra in guerra ancora con la Spagna nel 1585, una serie di pirati inglesi si organizzarono per razziare i possedimenti spagnoli e portoghesi nelle colonie, in accordo col governo e con finanziamenti privati. Sir Walter Raleigh aveva guadagnato negli anni molta stima presso la regina Elisabetta I d'Inghilterra, grazie ad alcuni suoi successi ottenuti in precedenza come la famosa cattura della nave spagnola Madre de Deus Poco dopo, ad ogni modo, Raleigh venne imprigionato brevemente per aver sposato senza autorizzazione una delle dame di compagnia della regina, Elizabeth Throckmorton, ed averla messa incinta. Nel tentativo di restaurare la sua influenza sulla regina, Raleigh quindi promise «un grande impero d'oro più ricco del Perù spagnolo» e si impegnò in una spedizione con John Whiddon per ricercare la famosa città d'oro nota col nome spagnolo di El Dorado. Raleigh era intenzionato a raggiungere il Lago Parime sulle alture della Guiana (dove all'epoca si riteneva potesse essere la città).
Raleigh rimase colpito quando catturò Pedro Sarmiento de Gamboa, il governatore spagnolo di Patagonia, in un raid nel 1586, il quale, malgrado la politica spagnola di mantenere tutte le informazioni segrete, decise di condividere le antiche mappe in suo possesso coi cartografi inglesi. La più grande scoperta fu che Gamboa aveva raccolto il resoconto di Juan Martinez de Albujar, che aveva preso parte alla spedizione nell'area organizzata da Pedro de Silva nel 1570, il quale però poi era caduto nelle mani dei Kalina lungo il corso del fiume Orinoco. Martinez disse di essere stato portato ad una città dorata bendato dove fu ospite dei nativi, ma quando venne rilasciato non poté ricordarsi come vi era giunto, ricordando solo la presenza di un grande lago nelle sue vicinanze. Raleigh era intenzionato a trovare la mitica città d'oro del racconto, che egli sospettava fosse la città indiana di Manoa che sorgeva appunto presso il grande lago di Parime. Inoltre egli sperava di poter stabilire la presenza degli inglesi nell'emisfero meridionale dell'America così da poter competere con gli spagnoli e ridurre il loro commercio coi nativi locali.
Whiddon era salpato alla volta dell'isola di Trinidad nel 1594 dove venne accolto da Antonio de Berrío, governatore spagnolo dell'isola (che si era insediato in carica solo nel 1592), e da María de Oruña (nipote di Gonzalo Jiménez de Quesada). Quando si venne a parlare di El Dorado, De Berrío iniziò ad arrabbiarsi ed ordinò l'esecuzione del gruppo di inglesi, ma a Whiddon venne permesso di essere rilasciato perché riportasse la relazione spagnola a Raleigh. Raleigh immediatamente organizzò una spedizione alla fine del 1594, il cui primo obbiettivo era quello di catturare de Berrío, che stava utilizzando l'isola per esplorare le sponde del fiume Orinoco. La spedizione era composta da quattro navi: la Lion's Whelp al comando del capitano George Giffard, una piccola nave rubata agli spagnoli chiamata Gallego capitanata da Lawrence Kemys, l'ammiraglia di Raleigh al comando del capitano Jacob Whiddon e da mastro John Douglas, e da una piccola barca al comando del capitano Cross. A bordo vi erano un totale di 150 tra ufficiali, uomini di truppa e volontari. Altre due spedizioni si unirono poco dopo a loro: la prima sotto il comando di Robert Dudley e George Popham, e la seconda guidata da George Somers e da Amyas Preston.

## La spedizione
Raleigh lasciò Plymouth il 6 febbraio 1595, e salpò alla volta delle Azzorre per fare rifornimento prima di attraversare l'Atlantico. Raleigh salpò verso le Isole Canarie e giunse a Tenerife dove catturò una nave spagnola carica di armi da fuoco. Il giorno successivo venne catturata una nave fiamminga carica di vino spagnolo che venne portato a bordo.
Raleigh giunse nei Caraibi alla fine di marzo ma aveva ormai perso il contatto con due navi che navigavano con lui e non era riuscito a ritrovarle. La prima spedizione al comando di Dudley e Popham, era già arrivata, riuscendo a catturare diverse navi spagnole. Nel contempo la spedizione Preston - Somers era spostata ancora più a ovest per distrarre gli spagnoli dalla spedizione di Raleigh. Anche in questo caso ad ogni modo non riuscirono a rincontrarsi. Continuarono la spedizione verso La Guaira e Coro dove riuscirono a portare a compimento delle razzie. Il successo principale fu la presa di Caracas in un assalto azzardato dalle montagne.

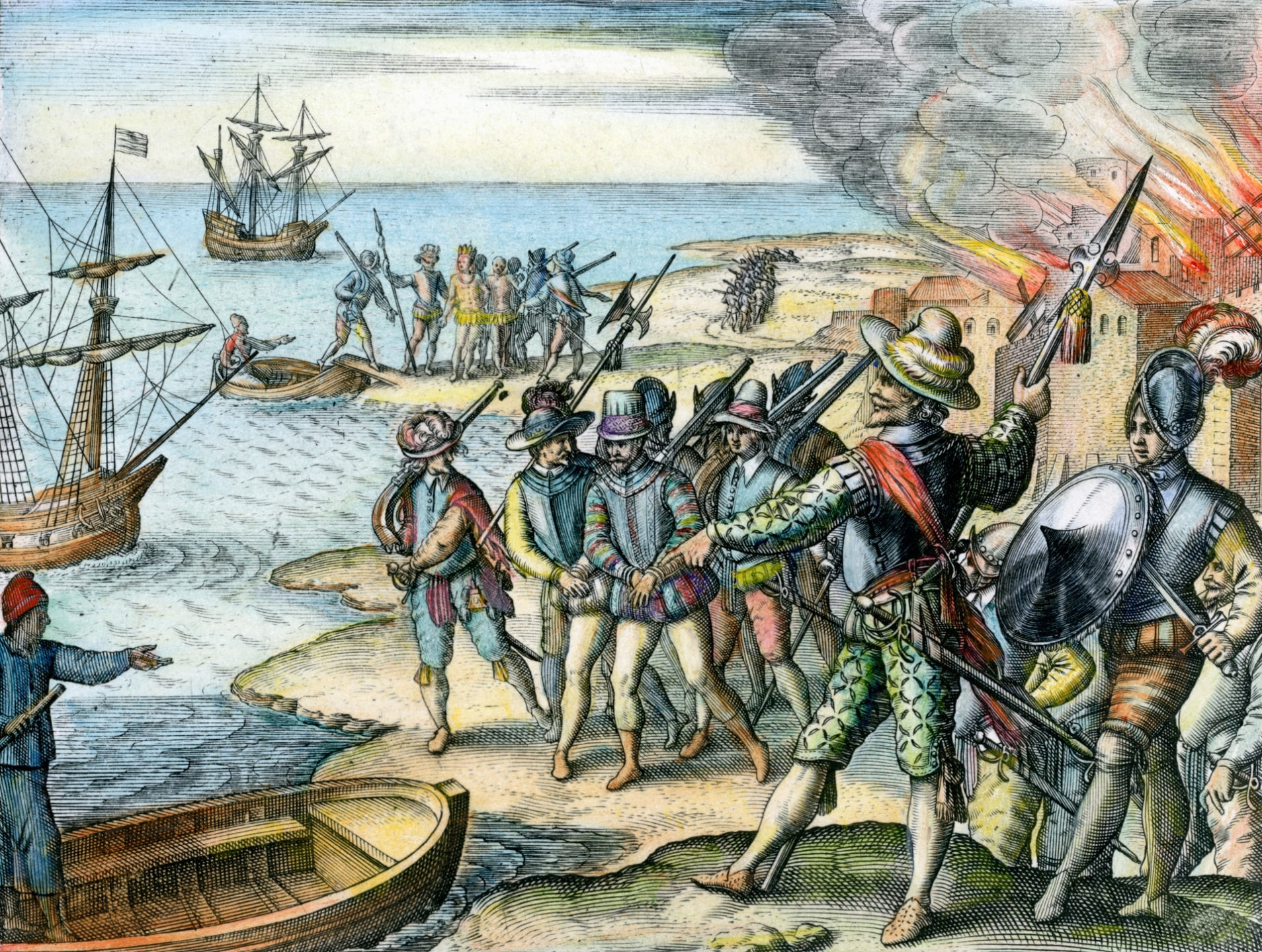
Il raid di sir Walter Raleigh all'isola di Trinidad nel 1595. Dopo la sua cattura, il governatore spagnolo Antonio de Berrío viene scortato dagli inglesi. Incisione di Theodore de Bry.

### Presa di Trinidad
Raleigh aveva pianificato di scendere sino alla colonia spagnola di Trinidad (ed in particolare nell'insediamento principale dell'area, San José de Oruña, fondato da Berrio nel 1592). Dapprima egli sbarcò ed esplorò la parte meridionale dell'isola e poi Raleigh trovò degli indiani intenti a coltivare ottime qualità di tabacco e canna da zucchero. Salpando alla volta del Golfo di Paria fece vela verso la Terra de Brea. I kribi guidarono Raleigh ad un enorme lago, quello di La Brea (il più grande giacimento al mondo di asfalto naturale), e realizzò quanto questo fosse ideale per calafatare le sue navi. Portò con sé diversi barili del materiale trovato in loco, e per questo egli è ancora oggi considerato lo "scopritore" del sito. Il principale obbiettivo di Raleigh era catturare il governatore spagnolo che stava a sua volta cercando la città di El Dorado, interrogarlo e ottenere ulteriori informazioni per proseguire la sua spedizione.
Il 4 aprile Raleigh sbarcò un centinaio di soldati e assediò Puerto de España sopraffacendo la guarnigione spagnola e spingendola verso l'entroterra con l'intento di catturare poi San José de Oruña. Giungendo nei pressi della città gli inglesi ebbero modo di osservarla attentamente. Venne lanciato un assalto di notte che perdurò per circa un'ora dal momento che la guarnigione degli spagnoli era di appena cinquanta uomini, i quali morirono tutti. Il generale spagnolo Mayor Alvaro Jorge, venne catturato e tratto prigioniero, ma la vera preda ambita era il governatore de Berrio. Questi iniziò da subito ad implorare di avere salva la vita e Raleigh si accordò per mantenere il villaggio come base temporanea per le sue esplorazioni del fiume Orinoco. Raleigh rilasciò anche cinque capi indiani che Berrio aveva legato ad una lunga catena, torturato e lasciato alla fame.
Venne costruito un forte nel caso in cui gli spagnoli avessero avuto intenzione di interferire alla ricerca di El Dorado da parte degli inglesi. Raleigh interrogò de Berrio e questi gli disse tutto ciò che sapeva su Manoa e El Dorado, ma tentò pure di scoraggiare gli inglesi dal proseguire nelle loro ricerche, invano.

### La ricerca di El Dorado
Il 15 aprile, Raleigh uscì in acqua a bordo della Gallego con un centinaio di uomini e due canoe. Avevano provviste per quasi un mese ma dovevano fare il prima possibile dal momento che avevano sentito che gli spagnoli avevano inviato una spedizione nell'area. Queste dicerie diedero prova di essere vere: una forza spagnola guidata dal capitano Felipe de Santiago, uno degli ufficiali fidati di Berrio, con un gran numero di canoe era partito dall'Isola di Margarita per cercare di inseguire la spedizione di Raleigh. Gli inglesi entrarono nel bacino dell'Orinoco ma le acque erano troppo basse e pertanto la Gallego venne modificata per compensare questa problematica e ridurne il peso. Proseguendo nel fiume il gruppo raggiunse il fiume Manamo.
Proseguendo oltre gli uomini di Raleigh i suoi uomini iniziarono a soffrire per il caldo e le piogge tropicali. Alcuni uomini cercarono di fuggire per far ritorno autonomamente alla nave e tra questi vi era anche la guida locale, ribattezzata Ferdinando; alcuni vennero probabilmente catturati dai nativi. Raleigh ad ogni modo attraversò il territorio di un villaggio indiano dove si procurò una nuova guida e del pesce, oltre a del pane e del pollame. Si addentrò nuovamente nel percorso dove però la giungla appariva meno densa. Nel giro di pochi giorni il gruppo raggiunse l'attuale regione di Los llanos nella valle dell'Orinoco. Il morale era a terra ed il tutto venne peggiorato quando un uomo del gruppo, uno schiavo di colore, decise di nuotare per rinfrescarsi e venne divorato da un coccodrillo di specie autoctona davanti ai suoi compagni. Raleigh, dopo l'orrore di questo evento, vietò categoricamente ai suoi uomini di avvicinarsi al fiume che si supponeva pieno di rettili.

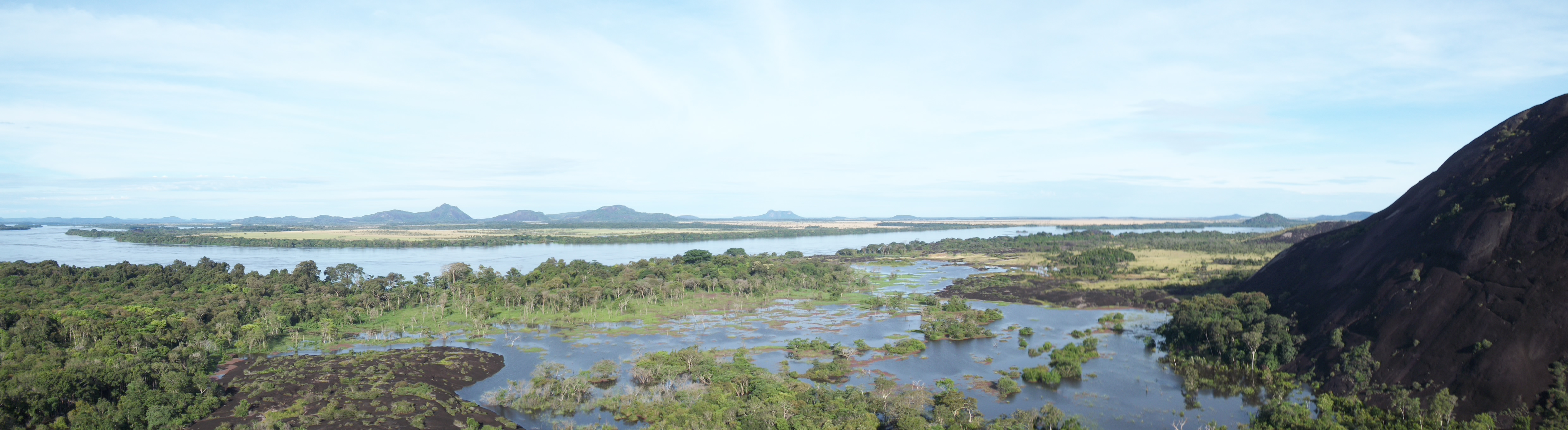
Il fiume Orinoco oggi

Il 27 aprile, gli spagnoli agli ordini di Santiago che stavano seguendo la spedizione di Raleigh, decisero di sorprendere gli inglesi nella loro retroguardia e si separarono per reperire delle provviste d'acqua potabile. Quattro canoe però rimasero incastrate in uno stretto canale collaterale del fiume. Gli inglesi colsero l'occasione dell'evento e Gifford con le sue navi attaccò gli spagnoli, vincendoli. Gli spagnoli ebbero numerose perdite comparate agli inglesi che non persero nemmeno un uomo. Gifford quindi catturò le barche spagnole. Raleigh ed il resto delle navi, avendo sentito gli spari e le urla provenienti dal retro si allarmarono. Raleigh inviò un piccolo gruppo di uomini a controllare ma gli spagnoli si erano ormai confusi tra la foresta. Le truppe inglese incontrarono però tre indiani che si accordarono di guidarli. Santiago dopo questa sconfitta decise di abbandonare l'operazione d'inseguimento e tornò alla sua base sull'isola Margarita.
Il giorno dopo la spedizione di Raleigh incontrò degli amerindi indigeni; dapprima i Warao e poi i Pemoni e dopo aver donato loro le canoe catturate agli spagnoli gli inglesi riuscirono a intessere con loro relazioni pacifiche. Le guide li portarono ad un grande villaggio, probabilmente presso l'attuale Ciudad Guayana, governato da un anziano capo di nome Topiawari - Raleigh fece amicizia con lui annunciandogli di essere nemico degli spagnoli, che erano perlopiù detestati dai nativi. Topiawari parlò a Raleigh di una ricca cultura che viveva nelle montagne e l'inglese si convinse che si dovesse trattare della ricca cultura degli Inca del Perù e che quindi El Dorado doveva essere vicina. Raleigh lasciò due dei suoi uomini come ostaggi al campo e prese il figlio di Topiawari in cambio. Con questo trattato di alleanza gli indigeni si coalizzarono con gli inglesi in funzione anti-spagnola. Alcune navi rimasero al villaggio e si rifornirono per il ritorno mentre Raleigh e Kemys continuarono con il figlio di Topiawari come guida. Continuarono lungo il fiume Caroní inviando periodicamente uomini in avanscoperta alla ricerca di eventuali miniere d'oro, stringendo alleanze con tutte le tribù che incontrarono. I perlustratori ruppero anche dei gruppi di roccia nella speranza di trovare dei filoni d'oro.

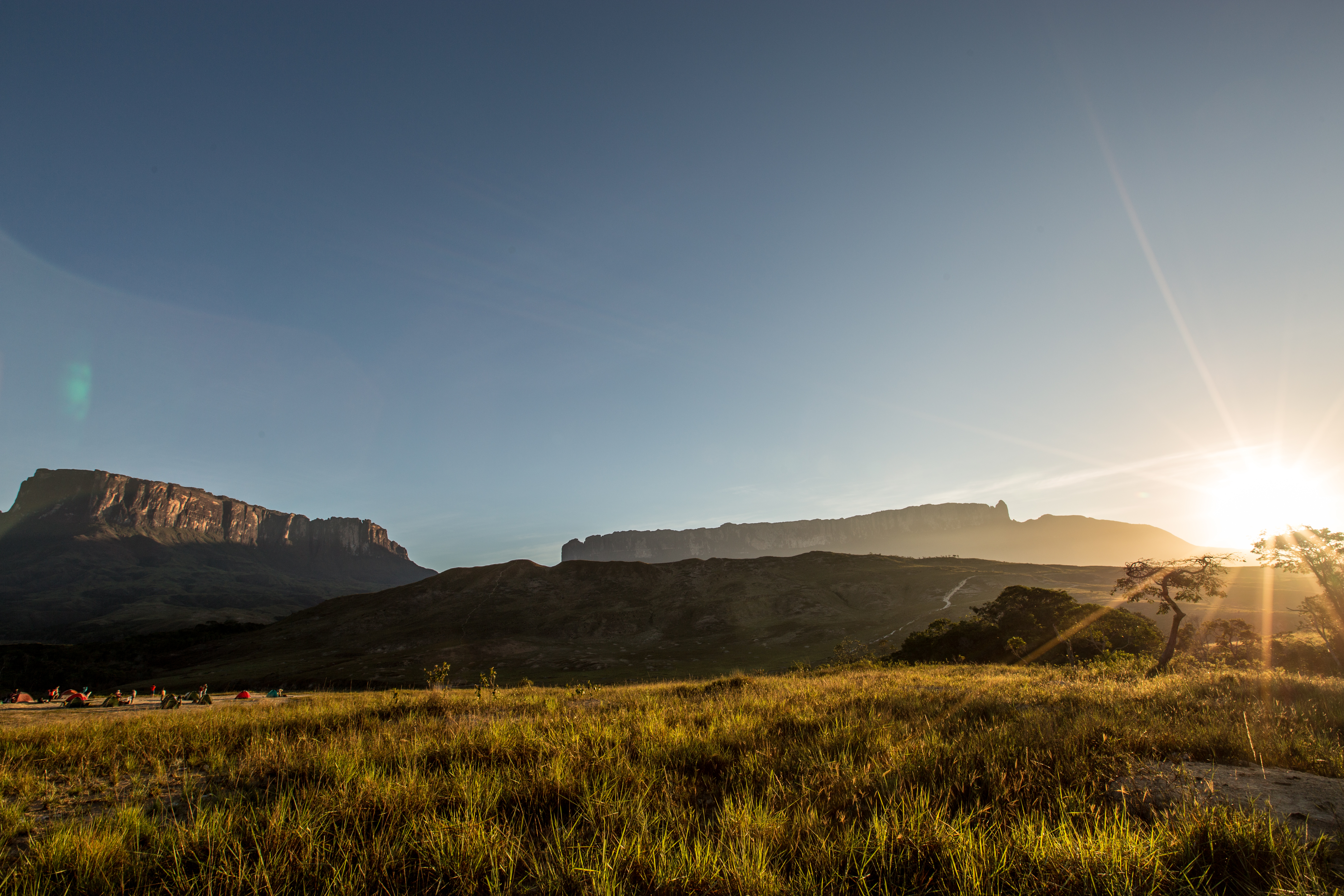
Il Monte Roraima nelle colline della Guiana

Proseguendo ulteriormente, Raleigh notò il cambiamento del paesaggio con quelli che descrisse come tepui (montagne piatte in cima). Vide e registrò la più grossa di queste montagne, il Monte Roraima, circondato tutto attorno da alture che raggiungevano i 400 metri di altezza. Raleigh inoltre osservò la presenza attorno di dodici cascate, la più alta delle quali era "più alta di qualsiasi campanile" descrivendo l'area come tra le più belle mai viste. Quello che vide Raleigh fu probabilmente il Salto Angel e fu il primo europeo a farlo, anche se non se ne ha l'assoluta certezza.
A questo punto la spedizione aveva già viaggiato per 400 km nell'entroterra ed era iniziata la stagione delle piogge. Raleigh decise di aver percorso già abbastanza strada e diede l'ordine ai suoi uomini di intraprendere la via del ritorno. Il gruppo tornò al villaggio di Topiawari, il cui figlio scelse liberamente di seguire Raleigh in Inghilterra e convertirsi al cristianesimo; venne battezzato col nome di Gualtero. Raleigh si riunì con la sua ciurma e fece ritorno a Trinidad, ma sulla via venne a sapere da un cacicco della presenza di una miniera d'oro presso il monte Iconuri ed inviò Lawrence Keymis con pochi uomini ad investigare. Keymis raggiunse il posto indicato, a poche miglia da Santo Tomas; qui osservò la presenza di una grande cascata (l'attuale Salto Llovizna) ma, pur non vedendo la miniera, raccolse diverse qualità di cristallo di rocca e segnalò il sito come importante per questi ritrovamenti di valore.
Raleigh tornò a San Jose senza quasi aver perso un uomo (ad esclusione di quello ucciso dal coccodrillo nel fiume); la sua ciurma si era mantenuta in salute grazie al cibo degli indiani. Giunto al forte prese la decisione di tornare in Inghilterra ma prima di partire prese tutto ciò che di valore c'era in città malgrado le proteste di Berrío. Raleigh sbacò sull'Isola di Margarita e fece ritornimento per poi sbarcare al porto di Cumaná, dove lasciò Berrío in quanto non fu in grado di ottenere una ricompensa adatta per il suo rilascio a riscatto. Discese quindi a Riohacha, saccheggiando il posto.
Il 13 luglio, Raleigh finalmente incontrò Preston e Somers e seppe della presa di Caracas, La Guaira e di Coro. Venti contrari lo costrinsero ad abbandonare l'idea di cercare la colonia di Roanoke e giunsero in Inghilterra alla fine di agosto del 1595.

## Conseguenze
Raleigh giunse in Inghilterra ma venne ricevuto freddamente. Cecil era dispiaciuto per la mancanza di bottino e di oro considerati gli investimenti fatti sulla spedizione. Un aldermanno di Londra esaminò le rocce riportate dai siti ma le considerò senza valore. Raleigh era furioso e decise pertanto di scrivere e pubblicare un resoconto ridondante sulla spedizione dal titolo The Discovery of rich and beautiful empire of Guiana, opera nella quale in qualche maniera esagerò il ruolo della regione da lui "scoperta". Malgrado il fatto che il libro sia divenuto popolare non solo in Inghilterra ma anche in Francia e nei Paesi Bassi, Raleigh decise comunque di rispedire Kemys in Guiana l'anno successivo per controllare lo status degli ostaggi e rinnovare l'alleanza coi nativi indiani. Raleigh necessitava anche di una mappatura completa del corso dell'Orinoco, oltre a rapporti culturali (sulle tribù amerindie locali), geografici, geologici e botanici. Kemys si spinse questa volta ancora più all'interno della regione sino alle rive del fiume Essequibo e raggiunse il Lago di Parime. Scrisse dettagliatamente dell'area nella sua Relation of the Second Voyage to Guiana al suo ritorno in Inghilterra.
De Berrío in quello stesso anno decise di inviare una spedizione spagnola di 470 uomini al comando di Domingo de Vera Ibargoyen alla ricerca di El Dorado. Quando gli spagnoli iniziarono però ad avanzare nell'entroterra vennero attaccati dagli amerindi, alleati degli inglesi, che distrussero completamente le forze di Vera e Berrio (persero in tutto 350 uomini). Gli uomini che restarono tentarono di fuggire ma morirono ben presto a causa delle malattie e della mancanza di cibo ed al campo tornò solo una manciata di uomini.
Nel 1617, Raleigh rilasciato dal carcere per ordine di Giacomo I tornò per continuare la sua ricerca di El Dorato in una seconda spedizione, ma cercò di evitare ogni conflitto con gli spagnoli. Con Kemys e suo figlio, Watt Raleigh si pose alla ricerca di una supposta miniera d'oro presso il monte Iconuri. Ad ogni modo, Raleigh si ammalò e rimase al campo sull'isola di Trinidad. Kemys proseguì nel fiume Orinoco e Watt venne ucciso in una battaglia con gli spagnoli al comando di Diego Palomeque de Acuña durante il saccheggio di Santo Tome de Guayana . Non venne reperito dell'oro e Kemys scoraggiato e sentendosi responsabile per la morte del figlio di Walter, decise poco dopo di suicidarsi. Kemys, infatti, aveva già avvisato Raleigh via lettera del disastro della spedizione e della morte di suo figlio. Kemys tentò di spararsi con la propria pistola, ma dal momento che si ferì solo di striscio decise di finirsi con una pugnalata al cuore. Al ritorno di Raleigh in Inghilterra, re Giacomo I ordinò che gli fosse tagliata la testa per aver disobbedito agli ordini di evitare ogni conflitto con gli spagnoli. Venne decapitato nel 1618.

### La spedizione nella cultura di massa

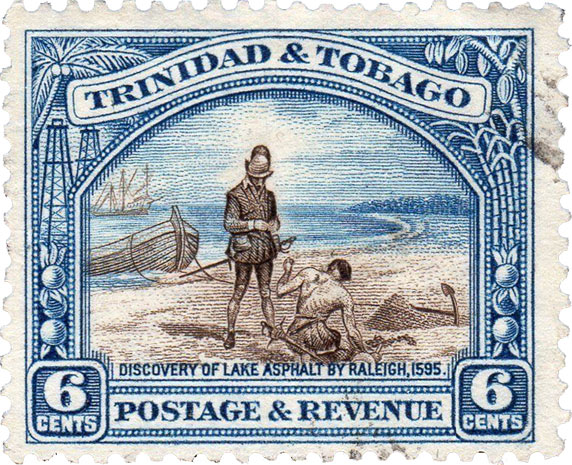
Francobollo di Trinidad e Tobago che raffigura "La scoperta del Lago di asfalto da parte di Raleigh, 1595"

- Nel 1953, Trinidad e Tobago emisero un francobollo postale con raffigurato l'episodio La scoperta del Lago Asfalto da parte di Raleigh, 1595.
- Nel 1976, la Repubblica di Guyana emise una moneta d'oro da 100 dollari per commemorare la scoperta della Guiana nel 1596 ed i 10 anni d'indipendenza dal dominio britannico.